# مدرسة طب جامعة أوكسفورد
مدرسة طب جامعة أوكسفورد هي مدرسةٌ للطب في جامعة أكسفورد بمدينة أكسفورد في إنجلترا. وتُعد جزءًا من قسم العلوم الطبية، ويتم التدريس في مختلف الأقسام المُكونة لها.

## روابط خارجية
- مدرسة طب جامعة أوكسفورد
- جامعة أكسفورد
- مستشفيات جامعة أكسفورد